# Henk de Court Onderwater

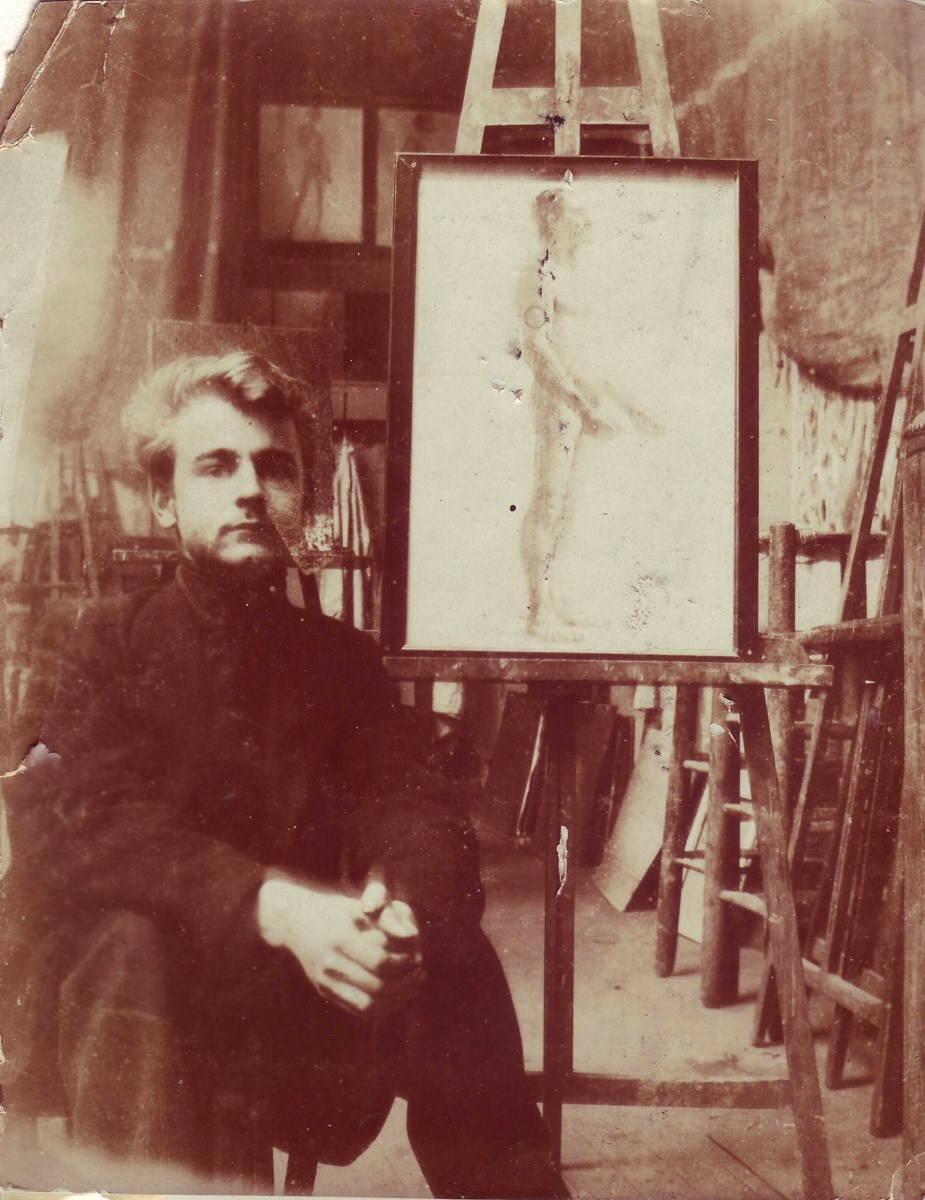
Henk de Court Oudewater in zijn atelier.

Hendrik Theodorus "Henk" de Court Onderwater (Dordrecht, 6 augustus 1877 - aldaar, 8 mei 1905), was een Nederlands kunstschilder. Hij wordt gerekend tot de Larense School.

## Leven en werk
De Court Onderwater stamde uit de Dordtse regentenfamilie Onderwater, maar koos voor de kunst. In 1893 werd hij leerling aan de Rotterdamse Academie voor Beeldende Kunsten en in 1896 vertrok hij naar Parijs om er te studeren aan de Académie Julian. In het eerste jaar werd hij daar vergezeld door zijn ouders en zijn jongste zus Nel. In 1891 woonde hij korte tijd in Brugge om vervolgens terug te keren naar Nederland, waar hij kort werkte in Heeze, Volendam, Huizen en in 1903 te Dordrecht. Daarna vestigde hij zich te Laren, waar hij deel uitmaakte van de plaatselijke kunstenaarskolonie en regelmatig te vinden was in het kroegje van Jan Hamdorff. In deze periode schilderde hij vooral boereninterieurs in de typische stijl van de Larense School. Daarnaast maakte hij ook veel portretten en figuren.
De Court Onderwater was van kindsbeen af gehandicapt, liep in beugels, en was melancholiek en neerslachtig van aard. In 1905, tijdens een bezoek aan zijn familie te Dordrecht, pleegde hij zelfmoord, slechts 27 jaar oud. Hij was lid van de Amsterdamse kunstenaarsvereniging Arti et Amicitiae en het Dordtse Teekengenootschap Pictura. In 1904 kreeg hij de Willink van Collenprijs uitgereikt. Werk van hem bevindt zich onder andere in het Dordrechts Museum en het Singer Museum.

## Galerij

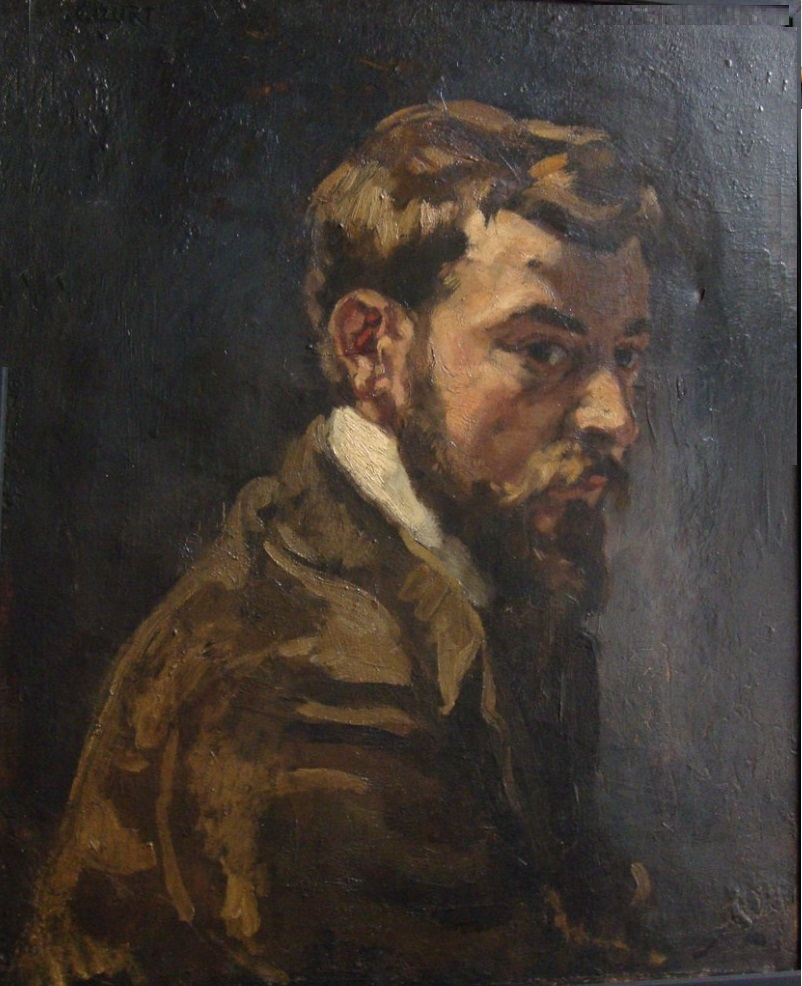
Zelfportret
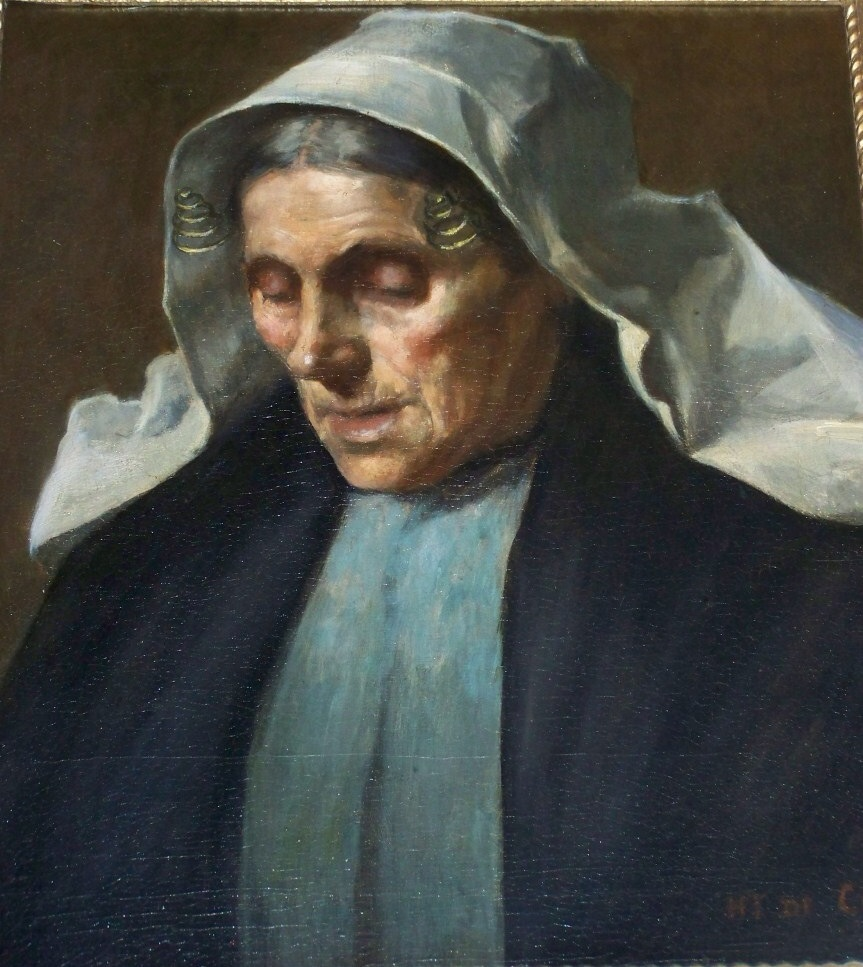
Oude vrouw
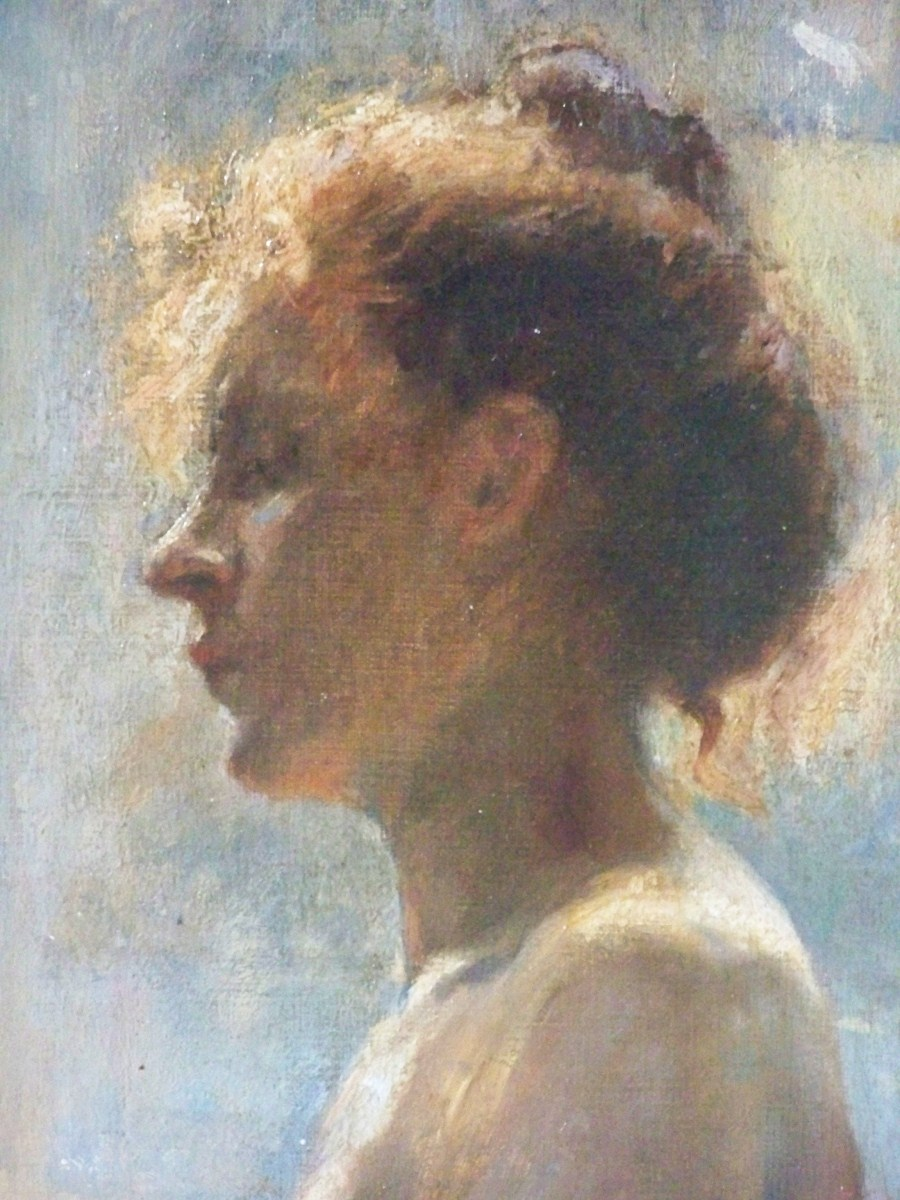
Zij-aanzicht van een jonge vrouw
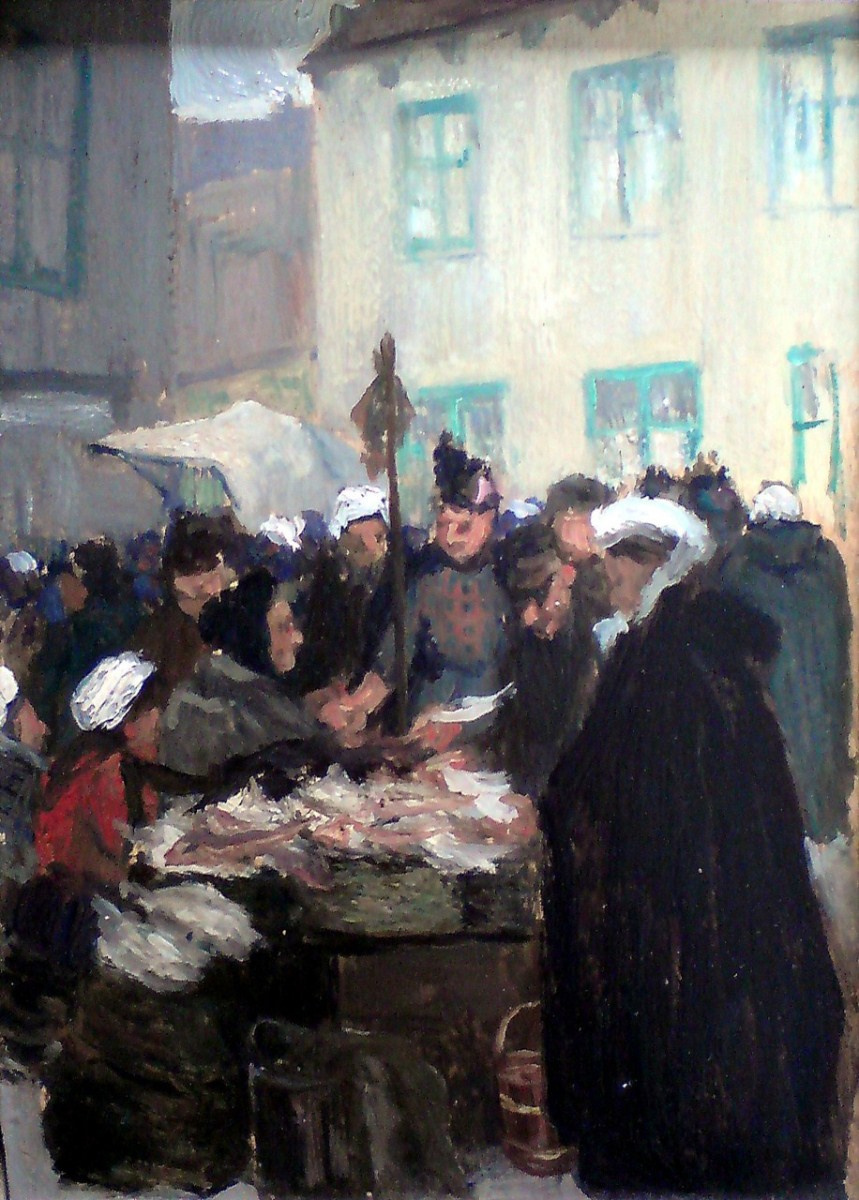
Markt
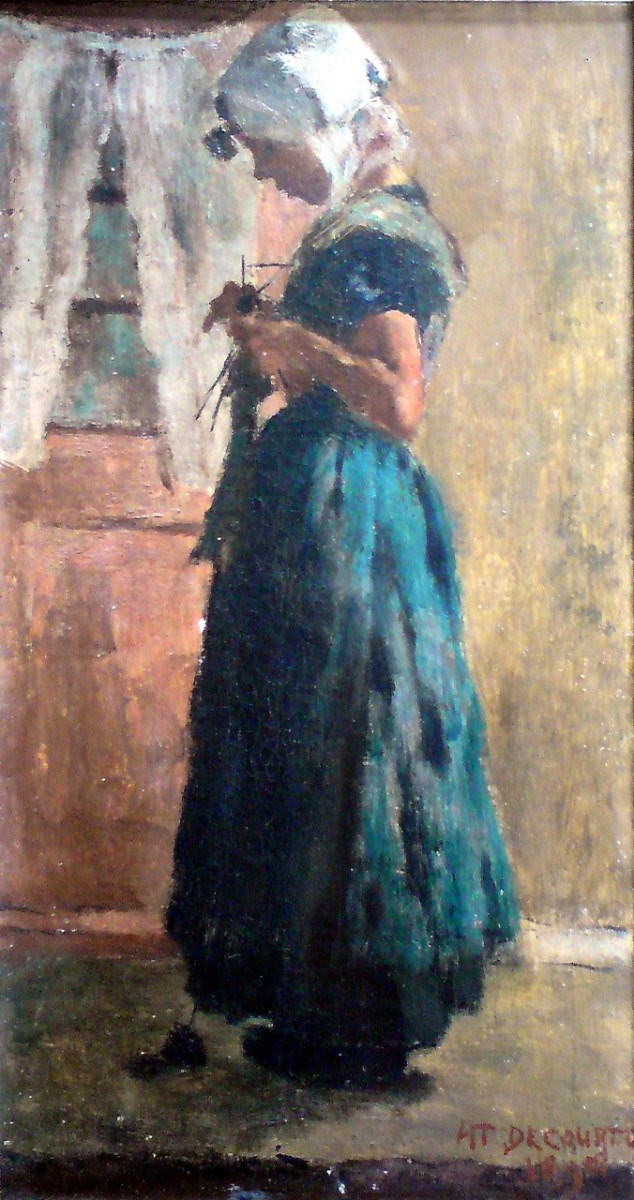
Breiend meisje
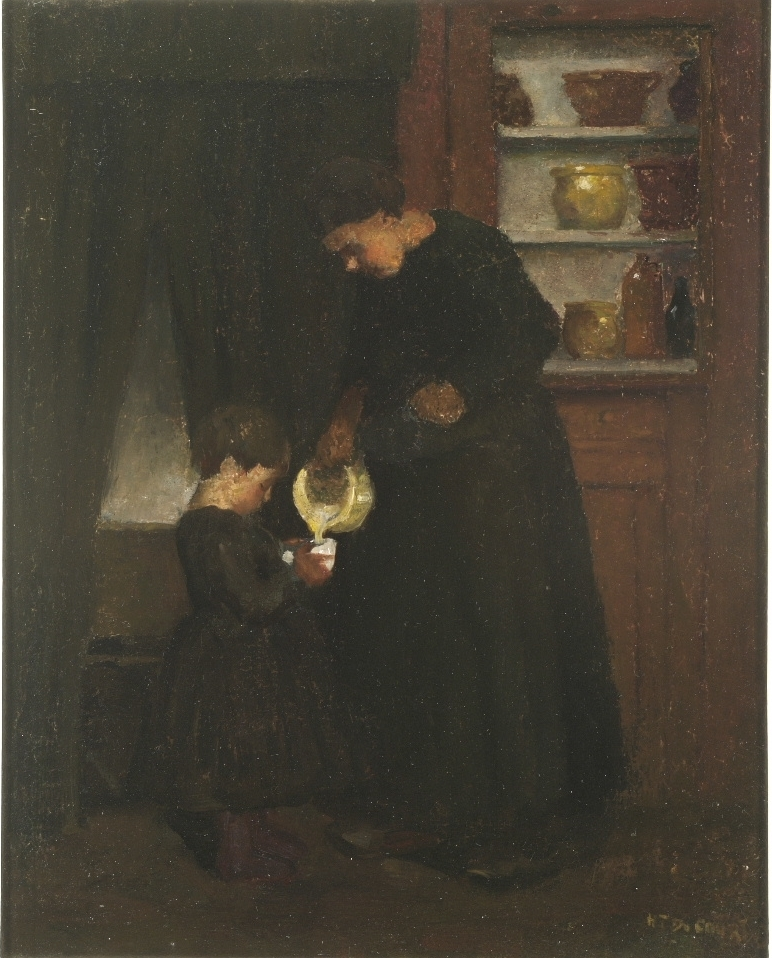
De melkschenkster
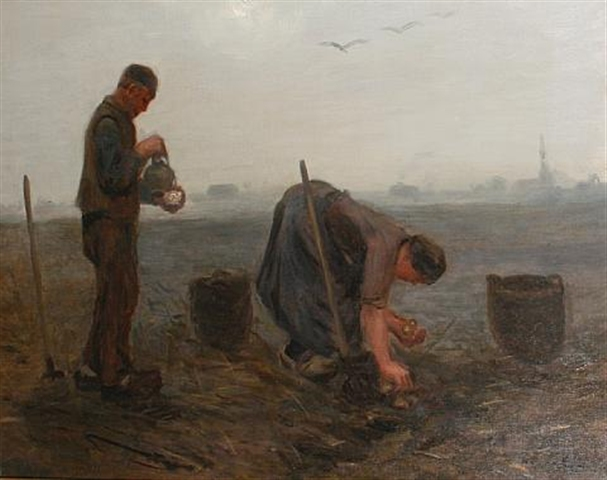
De aardappeloogsters
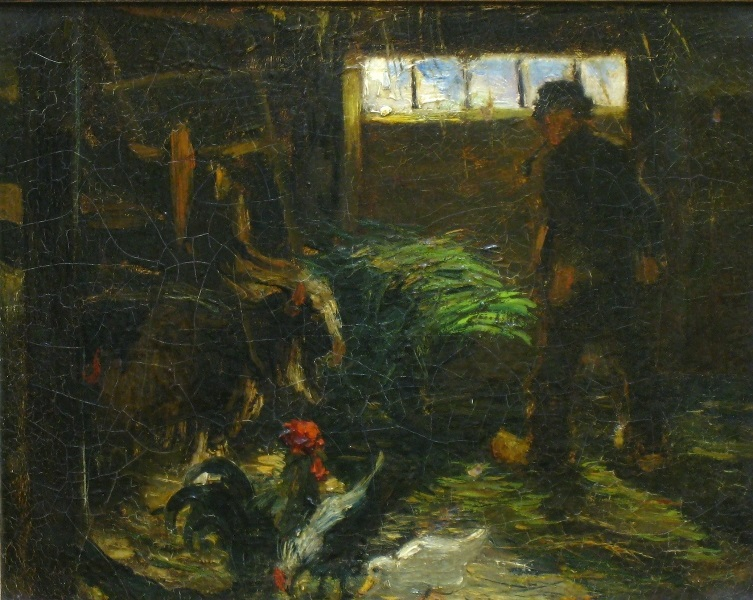
Stalinterieur